# 스콧 스필레인
스콧 스필레인(영어: Soctt Spillane, 1965년 9월 26일)은 미국의 음악가이다. 미국 조지아주 애선스에서 결성한 밴드 더 거빌스의 리더이다. 또 밴드 뉴트럴 밀크 호텔에서 호른과 작곡을 담당하였으며, 올리비아 트레머 컨트롤, 오브 몬트리올, 엘프 파워와 같이 엘리펀트 6 소속 음악가의 라이브 쇼나 음반에 참여하기도 하였다.